# Daniel Franck
Daniel Franck (Lørenskog, 9 de diciembre de 1974) es un deportista noruego que compitió en snowboard, especialista en las pruebas de halfpipe.
Participó en dos Juegos Olímpicos de Invierno, en la prueba de halfpipe, obteniendo una medalla de plata en Nagano 1998 y el décimo lugar en Salt Lake City 2002. Ganó una medalla de plata en el Campeonato Mundial de Snowboard de 2001, en la misma disciplina.

## Medallero internacional
| Juegos Olímpicos   | Juegos Olímpicos              | Juegos Olímpicos | Juegos Olímpicos |
| Año                | Lugar                         | Medalla          | Competición      |
| ------------------ | ----------------------------- | ---------------- | ---------------- |
| 1998               | Nagano (Japón)                | Medalla de plata | Halfpipe         |
| Campeonato Mundial |                               |                  |                  |
| Año                | Lugar                         | Medalla          | Competición      |
| 2001               | Madonna di Campiglio (Italia) | Medalla de plata | Halfpipe         |